# Fernanda Rodríguez (modelo)
María Fernanda Rodríguez Ávila (Ciudad Quesada, San Carlos, 30 de septiembre de 1997) es una modelo y reina de belleza costarricense, ganadora del concurso Miss Costa Rica 2022. Ella representó a Costa Rica en la competencia Miss Universo 2022 en Nueva Orleans, Luisiana, Estados Unidos.
Rodríguez fue anteriormente ganadora de Reina Teen Costa Rica Intercontinental 2012, Miss Teen Mesoamérica Internacional 2013 y Miss Tierra Costa Rica 2017.

## Biografía
Rodríguez nació y vive en el distrito de Quesada, en el cantón de San Carlos. Tiene una licenciatura en ingeniería civil y habla español, inglés y portugués con fluidez.

## Concurso de belleza
Rodríguez comenzó su carrera en concursos de belleza en 2012 cuando era adolescente, fue coronada como Reina Teen Costa Rica Intercontinental 2012. Representó a Costa Rica en el Miss Teen Mesoamérica Internacional 2013 donde ganó el título. Rodríguez representó a Costa Rica en las concursantes de Miss Teen Universe 2015 donde no llegó a las semifinales.

### Miss Tierra 2017
El 14 de mayo de 2017, durante la final Reina Costa Rica Intercontinental 2017, anunció que Rodríguez representará a Costa Rica en la 17.ª edición de Miss Tierra. El 4 de noviembre de 2017, Rodríguez representó a Costa Rica en Miss Tierra 2017 y compitió contra otras 85 candidatas en el SM Mall of Asia Arena en Pasay, Metro Manila, Filipinas, donde no logró ninguna clasificación.

### Miss Costa Rica 2022
El 28 de septiembre de 2022, Rodríguez compitió contra otras 9 candidatas a Miss Costa Rica 2022 en el Estudio Marco Picado en San José. En el evento final, Rodríguez avanzó al Top 3, antes de ser anunciada como la ganadora de la competencia y fue sucedida por Valeria Rees.

### Miss Universo 2022
El 14 de enero de 2023, Rodríguez representó a Costa Rica en Miss Universo 2022 en el Centro de Convenciones Ernest N. Morial en Nueva Orleans, Luisiana, Estados Unidos, donde no logró clasificar al Top 16 de cuartofinalistas.